# Rejon pankruszychiński
Rejon pankruszychiński (ros. Панкрушихинский район) – rejon na terenie wchodzącego w skład Rosji syberyjskiego Kraju Ałtajskiego
Rejon leży w północno-zachodniej części Kraju Ałtajskiego i ma powierzchnię 2,7 tys. km². Na jego obszarze żyje ok. 16,6 tys. osób; całość populacji stanowi ludność wiejska, gdyż w skład tej jednostki podziału terytorialnego nie wchodzi żadne miasto. Na terenie rejonu znajduje się 30 wsi.
Ośrodkiem administracyjnym rejonu jest  wieś Pankruszycha.
Rejon został utworzony 12 września 1924 r.